# Zen Bound
Zen Bound — это мобильная инди-игра-головоломка для платформ iOS, Android и Maemo (Nokia N900), разработанная финской студией Secret Exit. Анонс игры состоялся 5 сентября 2008 года на веб-форуме студии, а выход — 24 февраля 2009 года в App Store и в Ovi Store 16 июня 2010 года. Версия для Android была выпущена на сайте Humble Bundle 19 марта 2012 года. Игра стала предметом повышенного внимания из-за её необычного игрового процесса по меркам мобильной игры. 24 мая 2018 года состоялся выход игры для портативной консоли Nintendo Switch.
Сама Zen Bound была создана на основе бесплатного прототипа, разработанного Микко Мононеном. Игрой заинтересовались разработчики из Secret Exit и пригласили Мононена в команду для создания полноценной игры. Игровой процесс создавался без каких либо элементов стресса и с учётом максимально интуитивного взаимодействия с предметами через сенсорный экран. Хотя изначально Zen Bound задумывалась, как игра для игровых приставок, однако из-за ограниченных средств разработчики решили создать мобильную игру.
Игра была удостоена ряда наград и получила в целом положительные оценки от игровых критиков. Они похвалили Zen Bound за интуитивно понятное управление и за то, что её игровой процесс способствует расслаблению и концентрации. Рецензенты также признали её художественный стиль эстетически приятным. Тем не менее управление в версии для персональных компьютеров не такое удобное.

## Игровой процесс

Демонстрация игрового процесса ПК-версии

Игра представляет собой трёхмерную головоломку. Основная цель в ней — раскрашивать различные предметы. Это могут быть абстрактные фигуры, предметы или животные. Каждый уровень представлен одной фигурой с привязанной к ней верёвкой, длина которой разнится от уровня к уровню. С помощью мыши или сенсорного экрана, игрок должен вращать фигурку в любом направлении и таким образом поэтапно оборачивая её верёвкой. При соприкосновении верёвки и фигурки, её поверхность на этом месте покрывается краской. Задача игрока заключается в том, чтобы обернуть фигурку таким образом, чтобы большая часть её поверхности оказалась покрыта краской, при это сама верёвка имеет ограниченную длину. Каждый уровень имеет три цели: один балл выдаётся за 70 % окрашивания фигурки, два балла — за 85 % и три балла — за 99 %. На некоторых уровнях требуется наоборот избегать контакта верёвки в поверхностью фигурки, а верёвкой надо обвивать выступающие из фигурки гвозди.
Zen Bound выпускалась в двух версиях: Zen Bound и Zen Bound 2. Вторая версия также включала дополнительную игровую механику в виде бомб с красками, пркреплённых к верёвке и которые взрывались при контакте c фигуркой. Zen Bound включает в себя 76 уровней и 22 минуты саундтрека, а Zen Bound 2 — более 100 уровней и 45-минутный саундтрек.

## Разработка
Разработкой игры занималась независимая финская студия Secret Exit, основанная дизайнером Яни Кахрамой. Раннее он работал в студии Fathammer, работая над мобильными играми. После приобретения Fathammer студией Telcogames, Яни вместе с коллегой Етро Лауха решил основать собственную студию. Также в состав новой команды вошли ряд опытных разработчиков. Яни заметил, что его команда серьёзно отнеслась к разработке своей первой мобильной игры и уже знала, какие ошибки допускают многие стартаперы при создании своих первых игр, не задумываясь о прибыли и дальнейшей поддержке своего продукта. Яни однако признался, что его команда всегда терпела неудачи в попытке сделать игры с быстрым геймплеем, вместо этого они попытались сосредоточиться на доведении игрового процесса до совершенства.
Создание игры Zen Bound началось с идеи предложенной разработчиком Микко Мононеном, а именно того, что выполнение определённых задач в медленном темпе также может быть увлекательным. Так, разработчиком был создан прототип в виде бесплатной игры для персональных компьютеров под названием Zen Bondage. Яни был крайне впечатлён прототипом и был заинтересован сделать из него полноценную игру. Он предложил Микко присоединиться к его команде разработчиков, тогда же тот недавно вернулся в Финляндию после участия в разработке игры Crysis.
Над игрой работали три человека, каждый из которых инвестировал в разработку три полных рабочих месяца. Всего игра разрабатывалась один год. Zen Bound была создана на уникальном игровом движке, запатентованном студией. При этом необработанные 3D-модели из Silo экспортировались в специальный редактор уровней, который обрабатывал финальные визуальные эффекты и настраивал сложность. Яни признался, что работа над игровым дизайном и физическим движком не составляла особого труда, учитывая, что они уже были хорошо проработаны в прототипе. Большею часть времени разработки ушла на создание внутриигровых правил, условий завершения уровня, взаимосвязь уровней и как это всё будет подаваться игроку. Разработчики с самого начала намеревались создать эстетически приятную игру, однако они не рассчитывали на её популярность. Художественный дизайн Zen Bound был призван передать чувство естественности и рукодельного искусства. При создании трёхмерных объектов, разработчики фотографировали множество разных предметов, в том числе тотемные столбы или мексиканские деревянные скульптуры.
Изначально игру планировалось выпустить на игровых приставках Wii и PlayStation 3, однако у разработчиков тогда не хватало достаточных бюджетных средств, чтобы выполнить все технические требования и предоставить игру того качества, которое требуется для игровых приставок. Поэтому разработчики приняли решение выбрать мобильную или портативную платформу. В какой то момент обсуждалась идея выбрать в качестве основной платформы телефоны от Nokia и N-Gage. Примерно в этот момент открылся App Store. Разработчики стали рассматривать платформу iOS, как наиболее привлекательную, это позволяло создать игру с низкими техническими требованиями, но не на сколько ограниченными, как для N-Gage. Одновременно разработчики волновались о том, что сумеют получить какие либо денежные доходы с продаж, учитывая, что игра в App Store в среднем стоила 1$, а сами разработчики планировали продавать Zеn Bound по более высокой цене, при том, что её нельзя было назвать игрой в классическом смысле.

## Выход
Выход Zen Bound на iPhone состоялся 24 февраля 2009 года. Издателем игра выступила компания Chillingo. Также данная версия была выпущена 16 июня 2010 года в магазине Ovi для устройств Nokia. 1 апреля 2010 года состоялся выход улучшенной версии Zen Bound 2 на iPad. Данная версия выходила на последующих платформах, в частности 16 ноября 2010 года для персональных компьютеров в магазине Steam и 19 марта 2012 года на мобильных устройствах Android. В 2010 году, Chillingo была выкуплена EA Games, после чего Secret Exit решила распространять Zen Bound на собственных правах и переиздала игру в App Store. По состоянию на конец 2009 года, Zen Bound была куплена около 100,000 раз, что можно рассматривать, как успех для платной мобильной игры.
Разработчики не рассматривали свою игру, как уникальную, хотя и заметили, что анонс вызвал «много шума» и в целом положительную реакцию в интернете. Но ещё тогда они не были уверены, что это как то повлияет на продажи Zen Bound. Они описали рынок мобильных игр «хаотичным и со смехотворными ценами», где успех игры обусловлен абсолютной случайностью и редко повторяется. А сами независимые разработчики чаще всего терпят финансовый крах. Команда Secret Exit наоборот испугались, что завышенные ожидания игроков станут причиной массовых недовольств.
После успешного выпуска, разработчики решили поддерживать Zen Bound бесплатными обновлениями и объявили, что заинтересованы выпустить игру на других платформах, после того, как приобрели больше денежных средств. В частности вскоре после выхода, создатели принялись за разработку версии игры для iPad, для этого требовалось удвоить количество пикселей, а также использовать преимущества более мощного процессора планшета. При этом тогда же разработчики заметили, что шли на определённый риск, так как рынок планшетов был меньше, чем телефонов. Начиная с версии для iPad и все последующие версии выпускались под названием Zen Bound 2. Версия для iPhone 3GS разрабатывалась также, как отдельная игра, а не бесплатное обновление. Разработчики объясняли это тем, что «рост качества требует своей цены».
24 мая 2018 года была выпущена игра Zen Bound 2 с обновлённой графикой для портативной приставки Nintendo Switch в Европе и Северной Америке. Разработчики заметили, что Zen Bound 2 является не просто портом или ремастерингом, а создавался из раннего прототипа для игровых приставок Wii и PS3, но отменённого из-за того, что контроллеры данных приставок не совсем подходили для игрового процесса Zen Bound. Вместе с выходом Nintendo Switch, разработчики наконец то сумели выпустить игру в том виде, в котором они изначально задумывали. Сама игра создана с ориентиром на использование контроллеров Joy-Con

## Музыка
Для игры было записано множество звуковых дорожек, например звук натянутого каната, звуки дерева, метала, а также звуковые дорожки с участием музыкальных инструментов. Всё это вместе должно было передавать чувство, будто игрок сам держит в руках и изучает фигуры. Разработчики описывали музыкальное сопровождение к игре, как «превосходное и эклектичное сочетание эфирных, эмбиентных и медитативных мелодий».
Музыкальную композицию к игре написал Ghost Monkey. Прототип игры Zen Bondage для ПК также включал в себя мелодии музыканта из альбома Tea for Miss Yamaha. По мнению разработчиков, данная музыка идеально подходила к игровому процессу игры и придавала сюрреалистическую атмосферу. Ghost Monkey был приглашён в команду в качестве арт-директора. Все игроки, купившие Zen Bound, также получали бесплатный доступ к саундтреку игры.
Сам саундтрек под названием «Zen Bound Ingame Music» включает в себя 11 композиций
| №                   | Название                     | Автор(ы)            | Длительность |
| ------------------- | ---------------------------- | ------------------- | ------------ |
| 1.                  | «Care»                       | Ghost Monkey        | 2:29         |
| 2.                  | «Rope And Wood»              | Ghost Monkey        | 1:17         |
| 3.                  | «Problem Solvent»            | Ghost Monkey        | 1:36         |
| 4.                  | «Unpaint My Skin»            | Ghost Monkey        | 1:24         |
| 5.                  | «Nostalgia»                  | Ghost Monkey        | 1:26         |
| 6.                  | «Interludum»                 | Ghost Monkey        | 1:24         |
| 7.                  | «Grind»                      | Ghost Monkey        | 1:26         |
| 8.                  | «Diagrams»                   | Ghost Monkey        | 2:08         |
| 9.                  | «Hare»                       | Ghost Monkey        | 1:27         |
| 10.                 | «Carefree»                   | Ghost Monkey        | 2:26         |
| 11.                 | «Tunnel At The End Of Light» | Ghost Monkey        | 1:51         |
| Общая длительность: | Общая длительность:          | Общая длительность: | 18:54        |

## Восприятие
| Сводный рейтинг       | Сводный рейтинг | Сводный рейтинг | Сводный рейтинг |
| Издание               | Оценка          | Оценка          | Оценка          |
| Издание               | iOS             | Switch          | PC              |
| --------------------- | --------------- | --------------- | --------------- |
| Metacritic            | 80/100          | 77/100          | 77/100          |
| Иноязычные издания    |                 |                 |                 |
| Издание               | Оценка          | Оценка          | Оценка          |
| Издание               | iOS             | Switch          | PC              |
| Eurogamer             |                 |                 | 8,0             |
| GameSpot              | 9/10            |                 |                 |
| IGN                   | 8,5             |                 | 7,5             |
| Nintendo World Report |                 | 8,5             |                 |
| Pocket Gamer          | [ 26 ]          | [ 27 ]          |                 |

Ещё до выпуска, Zen Bound получила широкое признание, стала финалистом конкурса IGF Mobile, как «лучшая игра на iPhone» и «игра с лучшим аудио-сопровождением» а также была номинирована на награду IMGA Excellence, как «лучший 3D-проект». Также Zen Bound выиграла приз в категории «лучшей игры на IPhone» на фестивале Independent Games Festival Mobile. После выхода, Zen Bound была удостоена «платиновой награды» от редакции Pocket Gamer. Редакция IGN причислила Zen Bound к 5 лучшим головоломкам на iPhone по состоянию на 2010 год и 25 лучшим мобильным играм.
Сайт AppAdvice причислил Zen Bound ко второй лучшей мобильной игре всех времён. Zen Bound стала первой известной мобильной игрой, лишённой элементов стресса и чей игровой процесс извлекал преимущества из сенсорного экрана. Она также послужила предметом вдохновения при разработке ряда будущих мобильных инди-игр, таких, как например известная серия The Room.

### Критика
Оценки игровых критиков в целом были положительные. Какое то время игра имела высший рейтинг на агрегаторе GameRankings (97,86 %) и уступила первенство игре Grand Theft Auto V в 2014 году. Игра подкупала своим инновационным игровым процессом на момент своего выпуска и рассматривалась, как одна из самых необычных игр, выпущенных на мобильные устройства, а также как одна из игр с самой красивой визуальной эстетикой.
Критик сайта GameSpot назвал Zen Bound увлекательной игрой и в целом смелым заявлением в пользу творческой уникальности App Store. Сенсорное управление стало главным достоинством по мнению критика, оно просто и интуитивно понятно. Хотя продевание верёвки через узкие детали фигуры уже требует развития определённого навыка. Игра не в меньшей степени подкупает своей визуальной эстетикой, умиротворяющим темпом и приятным саундтреком. Критик назвал Zen Bound одновременно простой и сложной игрой, особенно что касается задачи обернуть фигуру на 99 % и которая затянет игрока, пока его телефон полностью не разрядится.
Большинство обзоров пришлось на Zen Bound 2, например критик Pocket Gamer заметил, что с одной стороны в игре практически отсутствуют новые элементы игрового процесса, тем не менее Zen Bound 2 удаётся в ещё большей степени воплотить весь потенциал Zen Bound, предоставив в том числе усовершенствованную графику. При этом версия, предназначенная для iPad явно сложнее, чем для iPhone и iPod touch.
Обозревая версию для персональных компьютеров, критик IGN назвал Zen Bound всё той же великолепной игрой, но чья магия была частично растеряна с адаптацией управления мышкой. Рецензент Eurogamer также заметил, что управление в ПК-версии чувствуется сложнее и лишено интуитивно понятного элемента, хотя владельцы MacBook с мультисенсорной панелью могут избежать такой проблемы.
Критик сайта NintendoWorldReport, давая оценку порту 2018 года для Nintendo Switch заметил, что Zen Bound идеально использует возможности гироскопического датчика Joy-Con и ни одна игра со времён 1-2-Switch не достигала подобной цели. Сама игра представляет собой мастерски созданную головоломку, готовую увлечь игрока на много часов и даже не имеет значения, что Zen Bound на момент обзора уже было 8 лет. Порт на Switch продлит её жизнь ещё на долгое время. Более сдержанный отзыв оставил рецензент Pocket Gamer. С одной стороны он был приятно удивлён «воскрешением» в своё время популярной игры, назвал управление с помощью гироскопического датчика очень интересным опытом, однако счёл цену на игру неоправданно высокой, рекомендуя опробовать мобильную версию.